# Afriberina nobilitaria
Afriberina nobilitaria là một loài bướm đêm trong họ Geometridae.